# Het Lange Rond
Het Noord-Hollandse Waterschap Het Lange Rond bestond van 1977 tot 2002. Het waterschap was gelegen tussen Zaandam en Petten en rond het Alkmaardermeer. Het waterschap werd gevormd uit een fusie van 37 waterschappen.
Het waterschap was eerst 5 jaar gevestigd in Koog aan de Zaan (1977-1982) en daarna verhuisde het naar Arcadialaan 40 in Alkmaar, waar het tot de opheffing in 2002 is gebleven.
De eerste dijkgraaf van waterschap Het Lange Rond was Arie Barendregt uit de Schermer. In 1982 werd hij opgevolgd door Hein van der Pal. Na Van der Pal werd Thea de Roos-van Rooden dijkgraaf, zij vervulde deze functie tot de opheffing van het waterschap.
De belangrijkste taak van het waterschap was het waterpeilbeheer in de diverse polders. Daarnaast was het wegenbeheer buiten de bebouwde kom een belangrijke taak. Ook het pontje van De Woude viel onder het beheer.
De technische dienst van het waterschap bevond zich bij het Noorderpolderhuis in Schermerhorn.

## Voorgaande waterschappen
Het Lange Rond is ontstaan uit de volgende 37 waterschappen:
- Waterschap de Bergermeer
- de Egmondermeer
- Schoorl
- De Schermeer
- De Starnmeer en Kamerhop
- De Marker en Oostwouderpolder
- De oningepolderde landen onder Egmond-Binnen
- Wimmenummerpolder
- De Vennewaterspolder
- Baafjespolder
- Oosterzijpolder
- Polder het Maalwater
- Hempolder onder Akersloot
- heemraadschap Mijzen en de bannen Ursem
- Schermerhorn en Avenhorn

- Klaas-, Hoorn, en Kijfpolder
- Binnegeesterpolder
- Boekelemeerpolder
- Groot-limmerpolder
- Noordeindermeerpolder
- Castricummerpolder
- De Westwouderpolder
- De Eilandspolder
- De Sammerspolder
- Bovenpolder onder Egmond-Binnen
- De polder Westzaan
- Uitgeester- en Heemskerkerbroek
- Krommenieerwoudpolder
- Polder Assendelft.